# Geographie Bulgariens

Topografische Karte Bulgariens

Die Republik Bulgarien liegt in Südosteuropa auf der Osthälfte der Balkanhalbinsel und grenzt im Norden, vorwiegend entlang der Donau, an Rumänien, im Westen an Serbien und Nordmazedonien, im Süden an Griechenland und die Türkei sowie im Osten an das Schwarze Meer.
In kultureller Hinsicht befand sich Bulgarien stets an der Grenzlinie zwischen europäischen und orientalischen Einflüssen.

## Physische Geographie

### Naturräumliche Gliederung

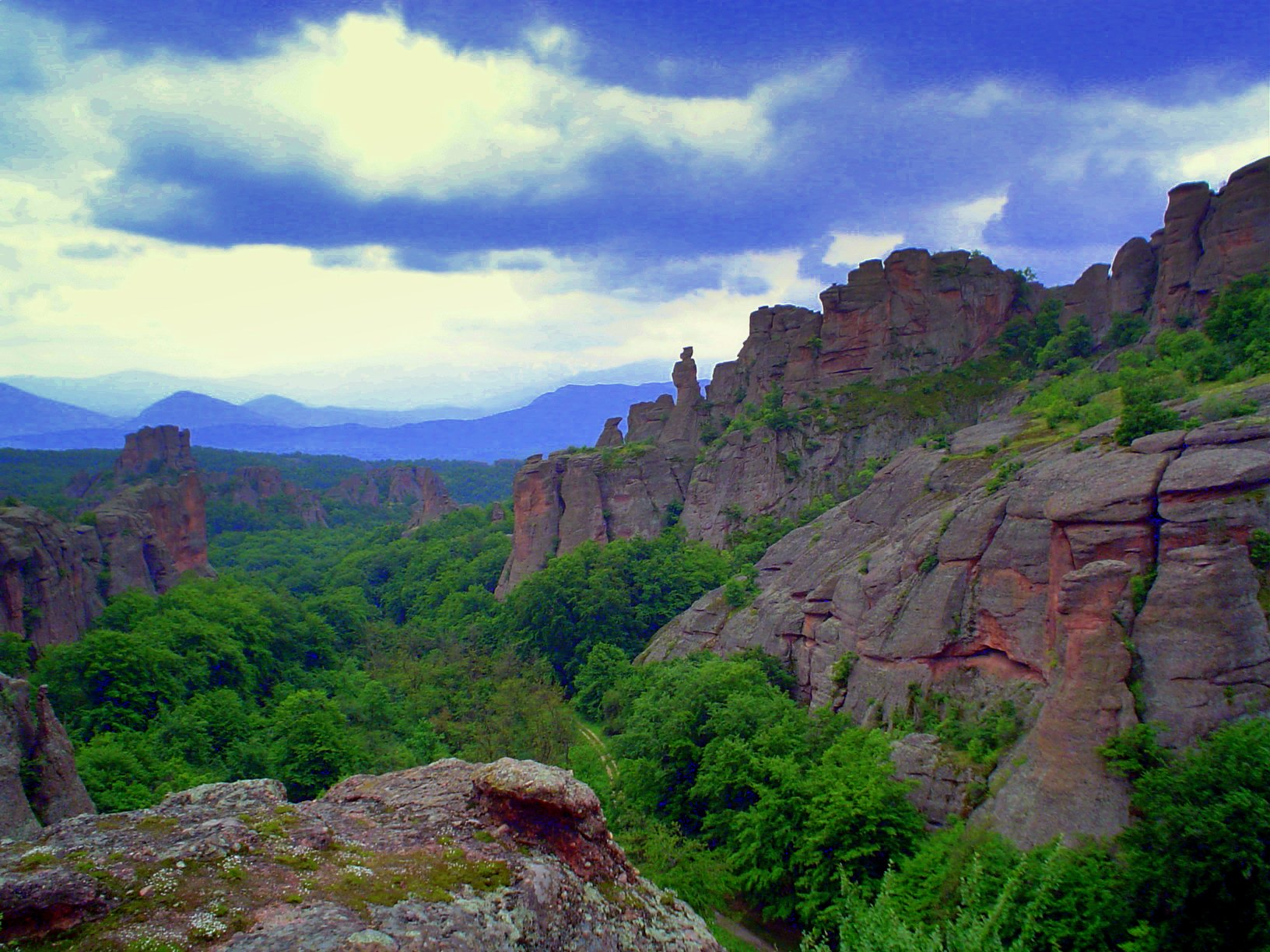
Balkan-Gebirge bei Belogratschik

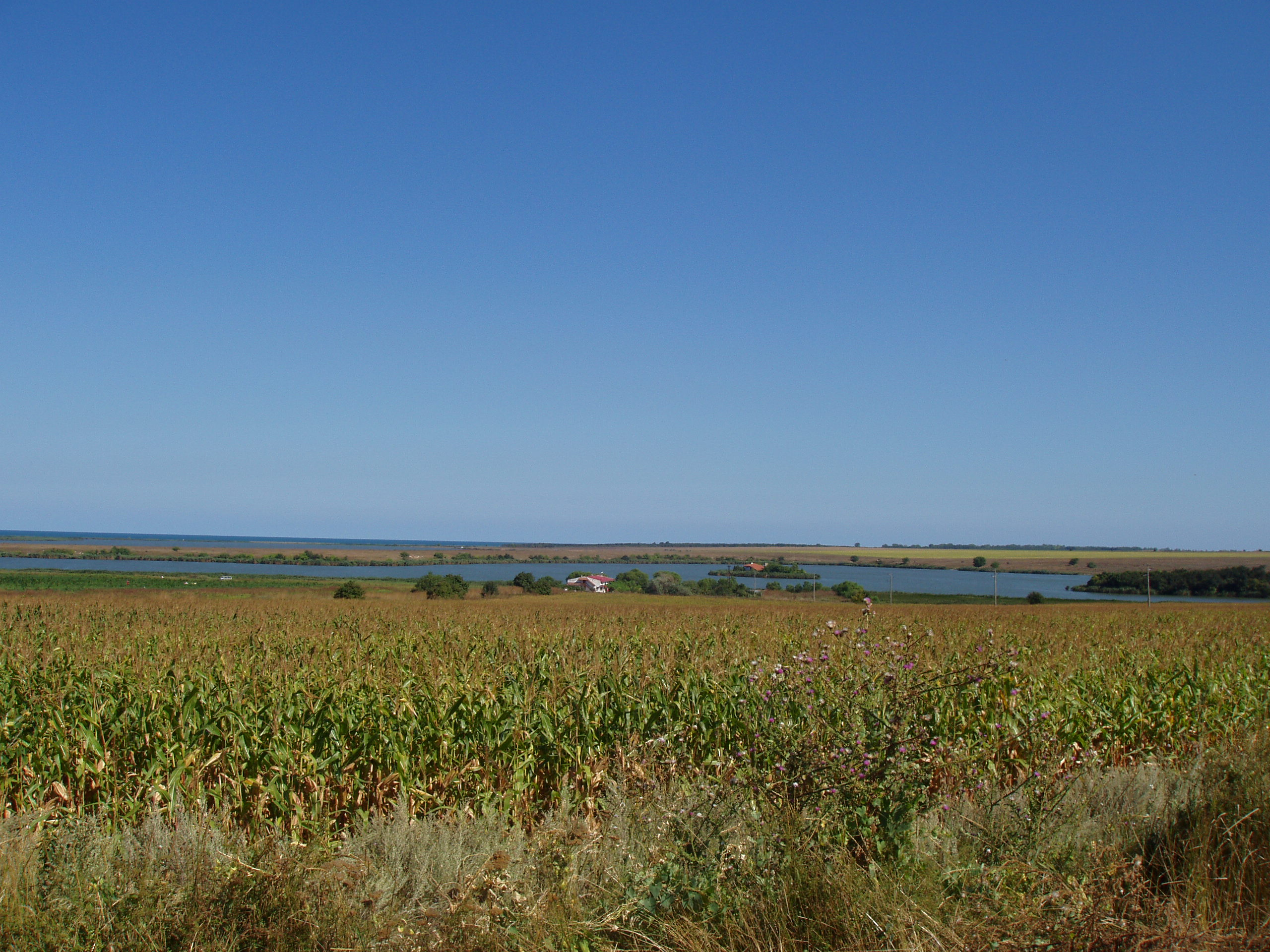
Die westliche Donautiefebene

Das Land ist durch das Balkan-Gebirge ('Stara plani'na, bulg. Стара Планина = Altes Gebirge) (fast 2400 Meter hoch) in die nördlich gelegene Donauebene und die südlich gelegene Oberthrakische Tiefebene geteilt. Im Südosten erheben sich die Strandscha- und Sakar-Gebirge sowie im Süden die Rhodopen. Pirin und Rila bilden im Südwesten die höchsten Gebirge des Landes. In letzterem befindet sich das Kloster Rila (bulg. Рилски Манастир). Im Westen des Landes befindet sich ebenfalls der Sofioter Talkessel. Nördlich des Rila befindet sich das Witoscha-Gebirge und im Westen bilden Osogowo und Belasiza die Grenze zu Mazedonien und Griechenland. Der geographische Mittelpunkt des Landes liegt in der Gegend von Usana im Balkangebirge. Die Küstenlänge beträgt 354 Kilometer.
Das Land ist von Norden nach Süden in vier wesentliche Landschaftszonen aufgeteilt.
- Nordbulgarische Platte südlich der Donau
- Balkangebirge (bis 2300 Meter hoch)
- Mittelbulgarisches Becken
- Thrakische Gebirgskette im Süden (bis 3000 Meter hoch)

Weiter ist Bulgarien wie folgt in Höhenzonen aufgeteilt:
| Höhenzone           | Höhe (m)  | Fläche (km²) | Fläche (%) |
| ------------------- | --------- | ------------ | ---------- |
| Tiefebenen          | 0–200     | 34,858       | 31,42      |
| Hügel               | 200–600   | 45,516       | 41,00      |
| Kleinere Berge      | 600–1000  | 16,918       | 15,24      |
| Mittel höhere Berge | 1000–1600 | 10,904       | 9,82       |
| Höhere Berge        | 1600–2925 | 2,798        | 2,52       |

### Orographie
Von der Gesamtfläche Bulgariens (110.910 km²) sind 110.550 km² Landfläche, 360 km² werden vom Meer (Schwarzes Meer) eingenommen. Den tiefsten Punkt bildet die Küstenlinie des Schwarzen Meeres bei null Meter.
Der Musala im Rila-Gebirge stellt mit einer Höhe von 2925 Metern die höchste Erhebung des Landes sowie der Balkanhalbinsel dar. Der höchste Berg im Pirin-Gebirge ist der Wichren und den höchsten Punkt des Balkangebirges bildet der Botew.

### Gewässer

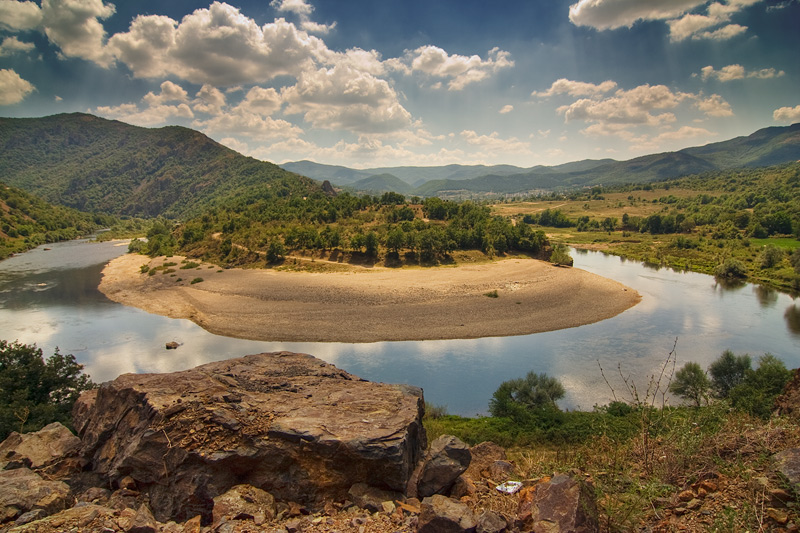
Der Fluss Arda im Rhodopen-Gebirge

#### Fließgewässer
Der längste Fluss in Bulgarien ist die Donau, die auf knapp 500 Kilometern die Nordgrenze nach Rumänien bildet. Der längste im Land entspringende Fluss ist der 368 Kilometer lange Iskar. Weitere größere Flüsse sind die Mariza, Arda, die Struma und Mesta mit ihren Nebenflüssen, die in den bulgarischen Gebirgen entspringen, bilden die wichtigsten Flüsse in Bulgarien.
Im Land werden drei Einzugsgebiete der Flüsse unterschieden, welche im Norden in die Donau, im Osten in das Schwarze Meer und im Süden in die Ägäis münden. Die größten Flüsse, die Richtung Norden fließen, sind Iskar, Ossam, Jantra, Timok. Sie entspringen im Balkangebirge oder wie der Iskar, im Rila-Gebirge. Richtung Osten fließen eher kleinere Flüsse wie Prowadijska, Kamtschija, Ropotamo, Weleka oder Resowo. Richtung Süden fließen die Flüsse Mesta, Struma, Mariza und Tundscha.

#### Stillgewässer

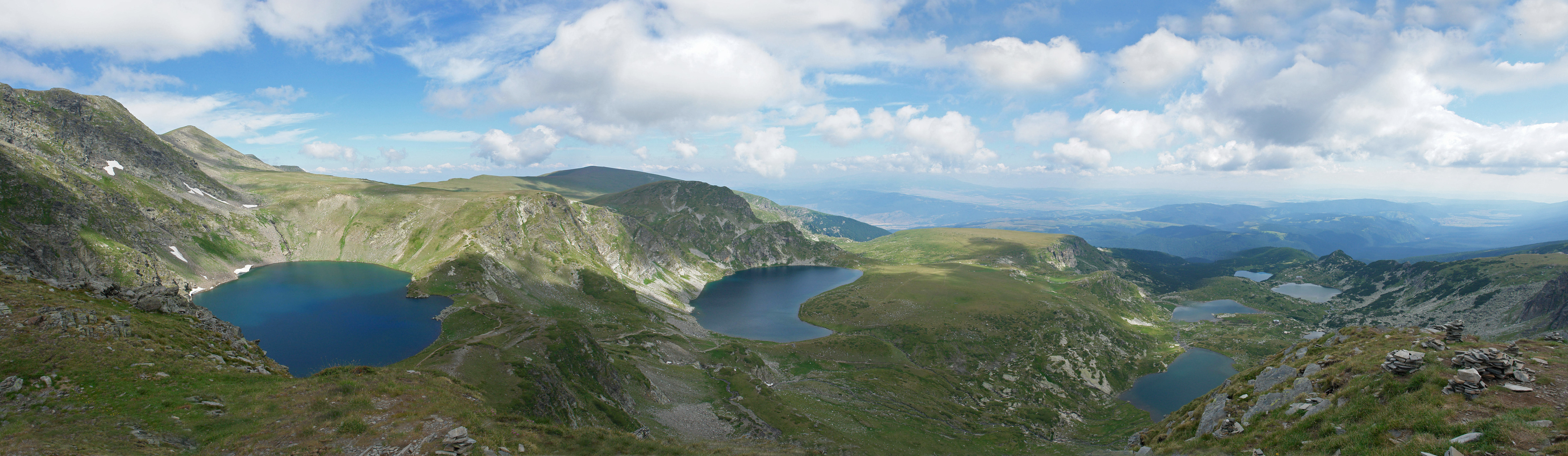
Sechs der sieben Seen (der oberste See ist nicht auf dem Bild)

Zu den wichtigsten Seen zählen der Srebarna-See und der Dewnja-See sowie die Seen um Burgas (Atanasov-See, Burgas-See, Pomorie-See, Mandra-See). Der größte See Bulgariens ist der Burgas-See mit 27 km². Sehr bekannt sind die Sieben Seen im westlichen Teil des Rila-Gebirges.

### Inseln
Zu Bulgarien gehören vor allem kleinere Inseln, die sich in der Donau und im Schwarzen Meer befinden. Die Donau hat im Abschnitt zwischen Rumänien und Bulgarien insgesamt 132 Inseln. Davon gehören 81 Inseln zu Bulgarien und 51 Inseln zu Rumänien. Die drei größten bulgarischen Donauinseln sind Belene, Kosloduj (Козлодуй) und Wardim (Вардим). Die größte Schwarzmeerinsel ist Sweti Iwan, weitere sind Sweti Kirik i Julita, Sweta Anastasia und die Schlangeninsel.

### Naturschutzgebiete und Parks

#### Nationalparks

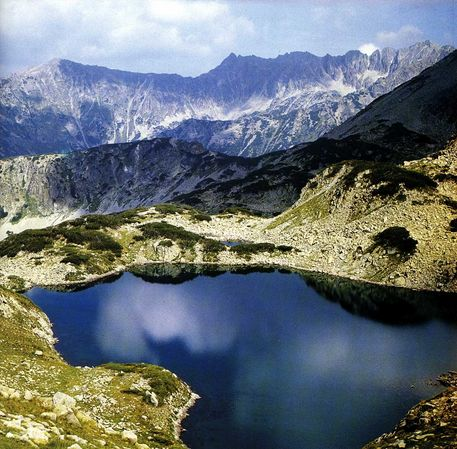
Der See Gorno Vasilaschko im Nationalpark Pirin

Die drei Nationalparks Bulgariens besitzen zusammen eine Fläche von 1920 Quadratkilometern, d. h. 1,73 Prozent der Landesfläche.
- Der Nationalpark Zentralbalkan (bulg. Национален парк Централен Балкан, 71.670 Hektar) erstreckt sich über die mittleren und oberen Bereiche des in Zentralbulgarien befindlichen Teils des Balkangebirges. Hier ist mehr als die Hälfte der gesamten bulgarischen Pflanzenarten anzutreffen. Der höchste zum Park gehörende Gipfel ist der Botew mit 2376 Metern.
- Nationalpark Rila (bulg. Национален парк Рила, 81.000 Hektar)
- Nationalpark Pirin (bulg. Национален парк Пирин, 40.000 Hektar)

#### Naturparks
Bulgarien hat zehn Naturparks mit einer Gesamtfläche von 2891 Quadratkilometern, 2,6 Prozent der Landesfläche.
- Der Naturpark Balgarka (Българка, 21.772 Hektar) erstreckt sich über die nördlichen Hänge des zentralen Balkangebirges und besteht seit September 2002. Zum Park, der zu 80 Prozent bewaldet ist (davon 65 % Buchen), gehören das Museum Schipka-Busludja und das Freilichtmuseum Etara. In der Tierwelt sind unter anderem Goldschakal, Reh, Rotwild, Dachs, Baummarder, Wolf, Braunbär, Steinadler und Weißrückenspecht vertreten.
- Schumen-Plateau (3930 Hektar)
- Kloster Rila (27.371 Hektar)
- Russenski Lom (49.629 Hektar)
- Der Naturpark Persina (21.762 Hektar) erstreckt sich entlang der Donau und dient vor allem dem Schutz der zahlreichen Inseln.
- Sinite Kamani (7095 Hektar)
- Der „Naturpark Strandscha“ umfasst fast das gesamte Strandscha-Gebirge. Mit seiner Fläche von 1161,36 Quadratkilometern nimmt der Naturpark gut ein Prozent des Territoriums des Landes ein und ist somit das größte Naturschutzgebiet Bulgariens[3]. Der Park ist in die fünf Reservate[4] Silkosija (Силкосия), Witanowo (Витаново), Sredoka (Средока), Tisowica (Тисовица) und Usunbodschak (Узунбоджак) (auch Lopuschna (Лопушна) genannt) unterteilt und in der UNESCO -Weltnaturerbeliste aufgenommen.
- Witoscha (30.130 Hektar)
- Wratschanski Balkan (30.130 Hektar)
- Slatni Pjassazi (1321 Hektar)

#### Reservate
In Bulgarien werden insgesamt 55 Reservate gezählt. 16 davon wurden 1977 im Rahmen des UNESCO Programms „Mensch und Biosphäre“ (Man and Biosphere – MAB) zum Schutz typischer Landschaften zu Biosphärenreservate ausgerufen.

## Klima
Das bulgarische Klima ist trotz der recht südlichen Lage im Winter teils eisig kalt, was auf das sibirische Kontinentalhoch zurückzuführen ist, welches mit seiner Luftströmung für einige Tage ununterbrochenen Dauerfrost in Bulgarien sorgen kann. Trotzdem können je nach Wetterlage auch Luftmassen aus dem Mittelmeerraum Bulgarien erreichen und so für einen raschen Temperaturanstieg sorgen und 20 °C im Februar ermöglichen. Die Sommer sind allgemein heiß und recht trocken und enden erst gegen Mitte September mit den ersten aufeinanderfolgenden Tagen unter 20 °C. Der Herbst stellt sich als typischer Altweibersommer ein und kann ab Ende November von plötzlichen Frosteinbrüchen abgelöst werden, welche dann schnell den kurzen und kalten Winter markieren.
An der Schwarzmeerküste gibt es meist nur einige wenige Tage mit Dauerfrost, während sich in der Donauebene die Kaltluft gut sammeln kann und für eine Vielzahl Dauerfrosttage sorgen kann. Denselben Effekt haben im Sommer die warmen Luftmassen, welche in der Donauebene für Temperaturen bis 40 °C sorgen und diese zur heißesten und am stärksten kontinentalklimatisch geprägten Region Bulgariens machen.

## Politische Geographie

### Grenzen
Das bulgarische Staatsgebiet umfasst ca. 110.910 km² mit einer Bevölkerungsdichte von 70 Einwohner pro km².
Die Gesamtlänge der Landgrenzen Bulgariens beträgt 1808 km. Davon entfallen auf die Grenze zu Rumänien 608 km, wovon 470 km durch den Fluss Donau definiert sind, 318 km auf die Grenze zu Serbien, 148 km auf die Grenze zu Nordmazedonien, 494 km und auf die Grenze zu Griechenland und 240 km und auf die Grenze zur Türkei. Im Osten beträgt die Küstenlänge am Schwarzen Meer 354 km.

### Verwaltungsgliederung
Siehe Hauptartikel: Verwaltungsgliederung Bulgariens

Gemeindegliederung in Bulgarien

Die 28 Oblaste.

Die Republik Bulgarien ist ein Zentralstaat, welcher in 28 Verwaltungsbezirke (bulg. област/Oblast) die in 266 Gemeinden (bulg. общини/Obstina) gegliedert ist. Die größte Oblast ist die Oblast Burgas, die größte Obstina bildet die Obstina Sofia.

### Größte Städte
Auf Grund unterschiedlicher Zählweisen ergeb sich bei den Einwohnerzahlen einzelner Städte differierende Ergebnisse.
Die 10 größten Gemeinden (Stand 14. Dezember 2006):
1. Sofia 1.332.029 Einwohner
2. Plowdiw 377.426 Einwohner
3. Warna 353.716 Einwohner
4. Burgas 229.307 Einwohner
5. Russe 193.961 Einwohner
6. Stara Sagora 182.413 Einwohner
7. Plewen 162.124 Einwohner
8. Sliwen 147.557 Einwohner
9. Pasardschik 133.362 Einwohner
10. Kardschali 120.617 Einwohner

Die 10 größten Städte (Stand 14. Dezember 2006):
1. Sofia 1.208.220 Einwohner
2. Plowdiw 377.425 Einwohner
3. Warna 346.565 Einwohner
4. Burgas 213.096 Einwohner
5. Russe 176.468 Einwohner
6. Stara Sagora 162.927 Einwohner
7. Plewen 137.374 Einwohner
8. Dobritsch 115.213 Einwohner
9. Sliwen 112.103 Einwohner
10. Schumen 102.915 Einwohner

Siehe auch: Liste der Städte in Bulgarien